# Diego Macías
Diego Macías (21 de abril de 1985, Manta, Ecuador) es un futbolista ecuatoriano. Juega de volante y su equipo actual es Galácticos Fútbol Club de la Segunda Categoría de Ecuador.

## Clubes
| Club                   | País    | Año       |
| ---------------------- | ------- | --------- |
| Manta FC               | Ecuador | 2002-2006 |
| 5 de Julio             | Ecuador | 2007      |
| Delfín SC              | Ecuador | 2007      |
| Manta FC               | Ecuador | 2008-2010 |
| Liga de Portoviejo     | Ecuador | 2010      |
| Manta FC               | Ecuador | 2011-2014 |
| Juventud Italiana      | Ecuador | 2015      |
| Galácticos Fútbol Club | Ecuador | 2016-     |

## Palmarés

### Campeonatos nacionales
| Título             | Club     | País    | Año  |
| ------------------ | -------- | ------- | ---- |
| Serie B de Ecuador | Manta FC | Ecuador | 2008 |

- Datos: Q5806323